# Мукан
Мукан или Муган хан (на старотюркски:  ) е третият каган на Тюркския каганат, управлявал през 553 – 572 година.

## Биография
Той е син на основателя на каганата Бумън от рода Ашина и през 553 година наследява своя внезапно починал по-голям брат Исък. Още през първите години, след като взема властта, той нанася решително поражение на Жоужан, окончателно унищожавайки тази държава през 555 година. По това време той подчинява енисейските киргизи на север и киданите и кумоси на изток, достигайки до Жълто море. През 556 година нанася поражение и на Туюхун на юг.
Мукан е съюзник на Северна Джоу в нейните войни срещу Северна Ци, като неколкократно участва в походи във вътрешността на Китай. При управлението на Мукан Тюркският каганат се разширява и на запад, където полусамостоятелно управлява неговият чичо Истеми. Той разгромява ефталитите и установява контрол над Согдиана и Хорезм, а на запад подчинява аланите, хазарите и утигурите, достигайки до Черно море. Тюркският натиск става причина и за формирането на Аварския хаганат в Европа.
Мукан умира през 572 година и е наследен от по-малкия си брат Таспар.